# Орден Красного Знамени (Афганистан)
О́рден Кра́сного Зна́мени — государственная награда Демократической Республики Афганистан.

## История
Орден был учреждён 24 декабря 1980 года.

## Положение
Основаниями для награждения являлись:
- подвиги, совершённые в условиях боевой обстановки и с явной опасностью для жизни;
- выдающееся боевое руководство войсковыми частями и соединениями;
- отличные боевые действия войсковых частей и войсковых соединений, которые, несмотря на упорное сопротивление противника и другие неблагоприятные условия, одержали победу над противником или нанесли ему крупное поражение, или способствовали успеху войск, что в результате оказало решающее влияние на благоприятный исход боя или операции;
- конкретные успехи в хозяйственном и культурном строительстве, за выдающиеся заслуги в развитии науки и техники, в укреплении обороны государства, в области государственной и общественной деятельности.

## Описание знака

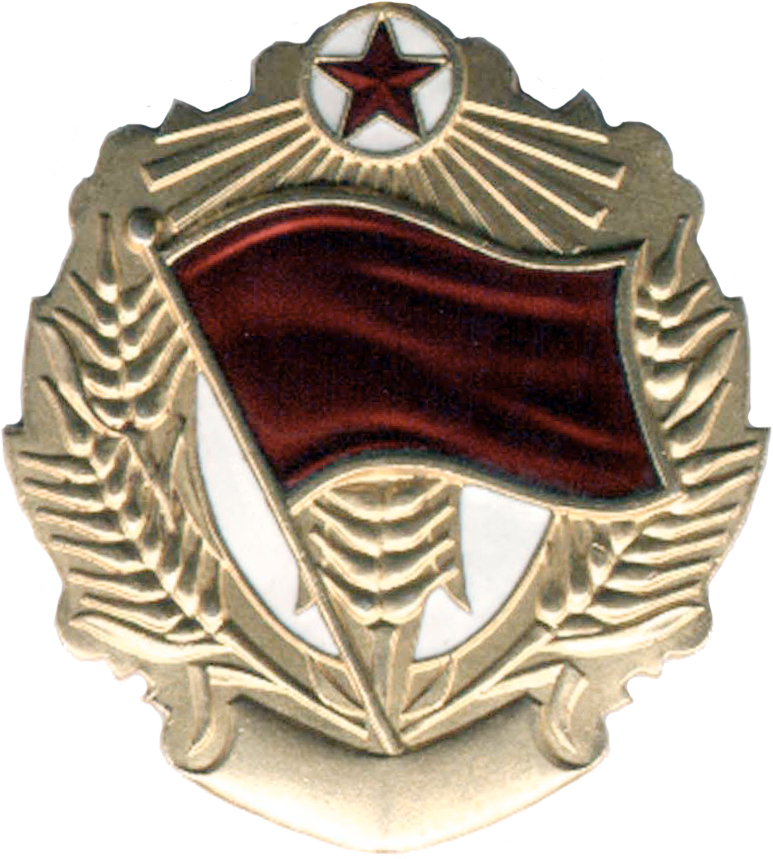
Знак ордена Красного Знамени (ДРА)

Орден «Красное Знамя» овальной формы с фигурным контуром изготавливался из серебра или томпака. Размер ордена по высоте — 42 мм, по ширине — 38 мм.
В центре ордена на белом эмалевом фоне в обрамлении венка из колосьев пшеницы изображено Красное Знамя. В верхней части на фоне круга, покрытого белой эмалью, изображена красная звезда с расходящимися от круга лучами. Лицевая сторона ордена позолочена. На оборотной стороне ордена выбивался номер.
Орден при помощи ушка и кольца соединяется с пятиугольной колодкой, обтянутой шёлковой муаровой лентой красного цвета шириной 24 мм с одной узкой продольной полоской белого цвета слева.
Орден носится на левой стороне груди и располагается после ордена Саурской революции.

## Интересный факт
Из состава ОКСВА Орденом «Красное Знамя» была награждена 15-я отдельная бригада специального назначения.